# 漂流・漂着ごみ

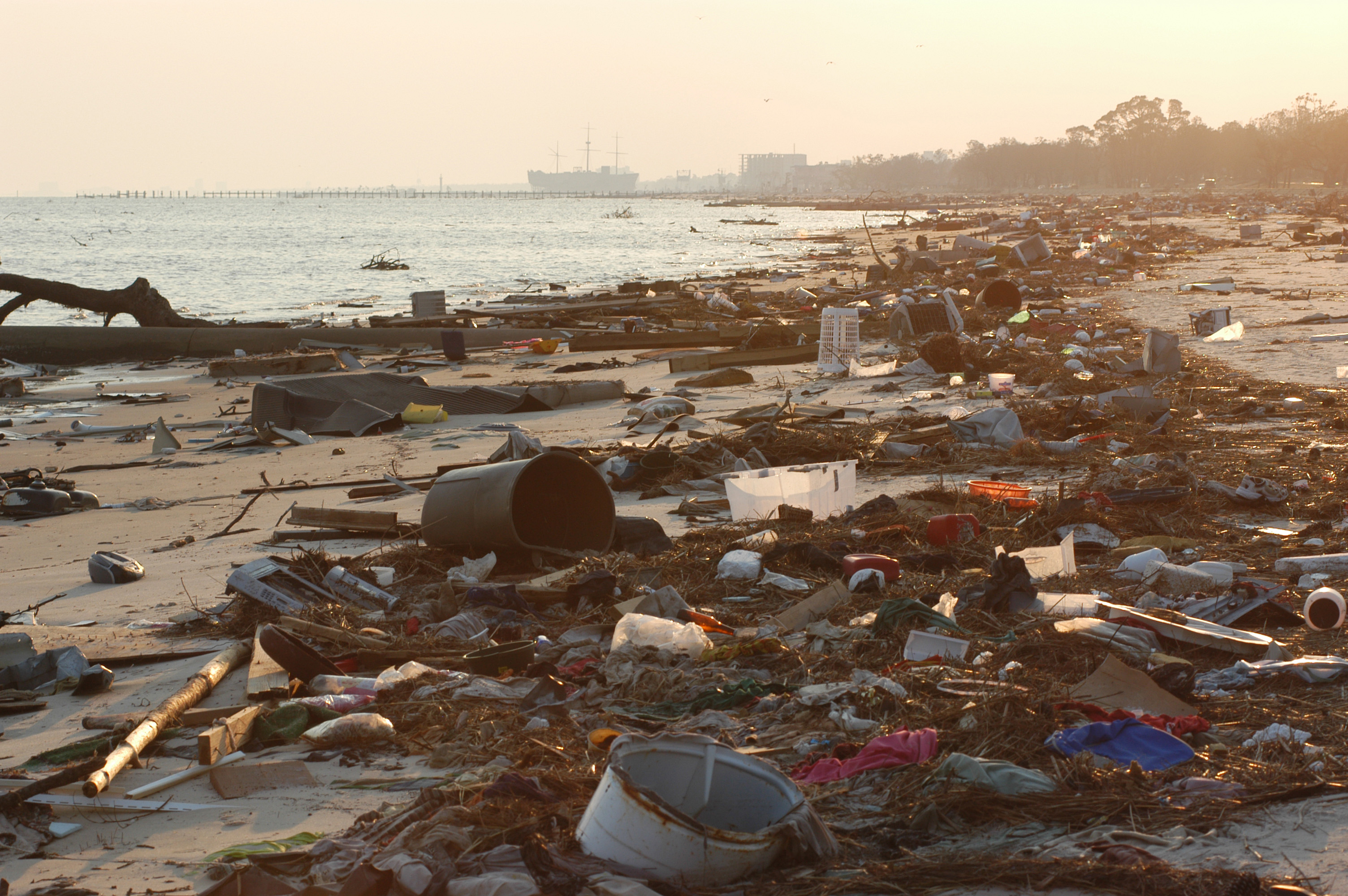
ハリケーン・カトリーナによる漂着ごみ

漂流・漂着ごみ（ひょうりゅう・ひょうちゃくごみ、英語: marine litter, ocean debris）とは、海洋を漂流しているごみ、および海岸に漂着したごみの総称である。海洋ごみ、海ごみ、マリンデブリとも呼ばれる。

## 概要
| 順位 | 国名                   | 最小値 | 最大値 |
| ---- | ---------------------- | ------ | ------ |
| 1    | 中華人民共和国         | 132    | 353    |
| 2    | インドネシア           | 48     | 129    |
| 3    | フィリピン             | 28     | 75     |
| 4    | ベトナム               | 28     | 73     |
| 5    | スリランカ             | 24     | 64     |
| 6    | タイ王国               | 15     | 41     |
| 7    | エジプト               | 15     | 39     |
| 8    | マレーシア             | 14     | 37     |
| 9    | ナイジェリア           | 13     | 34     |
| 10   | バングラデシュ         | 12     | 31     |
| 11   | 南アフリカ共和国       | 9      | 25     |
| 12   | インド                 | 9      | 24     |
| 13   | アルジェリア           | 8      | 21     |
| 14   | トルコ                 | 7      | 19     |
| 15   | パキスタン             | 7      | 19     |
| 16   | ブラジル               | 7      | 19     |
| 17   | ミャンマー             | 7      | 18     |
| 18   | モロッコ               | 5      | 12     |
| 19   | 朝鮮民主主義人民共和国 | 5      | 12     |
| 20   | アメリカ合衆国         | 4      | 11     |
| ・   | ・                     | ・     | ・     |
| 30   | 日本                   | 2      | 6      |

正確な実態の把握はなされていないものの海洋には無数のごみが漂流していると考えられており、それらは「海洋（浮遊）ごみ」と言われる。そのうち腐敗しない素材のごみ（主にマイクロプラスチック）は増加し続けており、絶滅危惧種を含む海洋生物に打撃を与えているほか、一部は海岸に漂着して沿岸地域に汚染被害をもたらしている。海洋生物の体内や北極海の海氷、深海の海底では堆積物に取り込まれたマイクロプラスチックも検出されている。
イギリスのエレン・マッカーサー財団（Ellen MacArthur Foundation）は、海洋ごみの総量は1億5000万トンを超えており、毎年800万トン以上が新たに流れ込んでいると推計。特にプラスチックごみは2050年に魚類の総量を上回ると警告している。
排出源は、海への直接的な投棄・放置だけでなく、河川経由が多い。ドイツのヘルムホルツ環境研究センター（ライプチヒ）の推計によれば、川から海に流入するプラスチックごみの9割は10河川が占めている。長江が最大で、インダス川、黄河、海河、ナイル川、ガンジス川、珠江、アムール川、ニジェール川、メコン川が続く。
環日本海環境協力センターが行った2001年から2010年の調査によれば、日本の海浜上に堆積している漂流・漂着ごみの総量は約19万トンと推定されている。ただし海岸ごみは清掃で除かれたり，自然に海に流出したりするため、年間の漂着量は一部の海岸について以外、分かっていない。これら漂流・漂着ごみの構成は多岐にわたっている。主に漁業活動から発生するごみ（魚網や発泡スチロール製のウキなど）や、側溝や河川などを経由して海に流れ出た生活系のごみ（主にペットボトルなどの一次的な製品、または使い捨てを前提とした包装や容器類）などから成っている。
プラスチック類で最も多いのは漁網やロープなど漁船が使用していた漁具（ゴースト・ギア）である。

## 対策
問題の深刻さは、海岸からの漂着ごみ目視や、外洋の海面や海洋生物に対する国際的な調査・モニタリングを通して明らかにされつつある。対策としては、今後の発生抑止と、既に流出したごみの回収が検討・実施されつつある。

### プラスチックの使用規制
2018年、欧州連合は、海洋ごみの多くが使い捨てプラスチック製品であることに着目し、プラスチック素材の食器、ストローなどを代替品に切り替えるよう義務付けるほか、釣り具メーカーにごみの収集費用を負担させる規制案を発表。2019年を目途に、欧州議会と加盟国で議論されることとなった。
こうした動きに対応するため、日本化学工業協会など5つの業界団体が2018年9月7日、「海洋プラスチック問題対応協議会」を設立した。

#### 海洋プラスチック憲章
2018年6月、カナダで開催された主要国首脳会議（44th G7 summit）において「海洋プラスチック憲章」が採択された。これはプラスチックごみによる海洋汚染問題への各国の対策を促すものである。合意文書に日米が署名しなかったことで国際的な非難が高まった。

### 回収
海流などにより、ごみが多く集まる海域がある。このうち太平洋ゴミベルト（アメリカ合衆国西海岸とハワイ諸島の間）において、オランダの非政府組織（NGO）オーシャン・クリーンアップが浮遊型回収装置（長さ600メートル、海面からの下部までの深さ3メートル）を展開し、2018年10月から浮遊ごみの回収と再利用など処理を行う計画である。
日本の伊藤忠商事は2020年11月、対馬の漂着プラスチックを回収して原料に使ったゴミ袋開発を発表した。
海底にあるゴースト・ギアを水中ドローンで回収する研究も行われている。
Seabin（ゴミ回収装置）

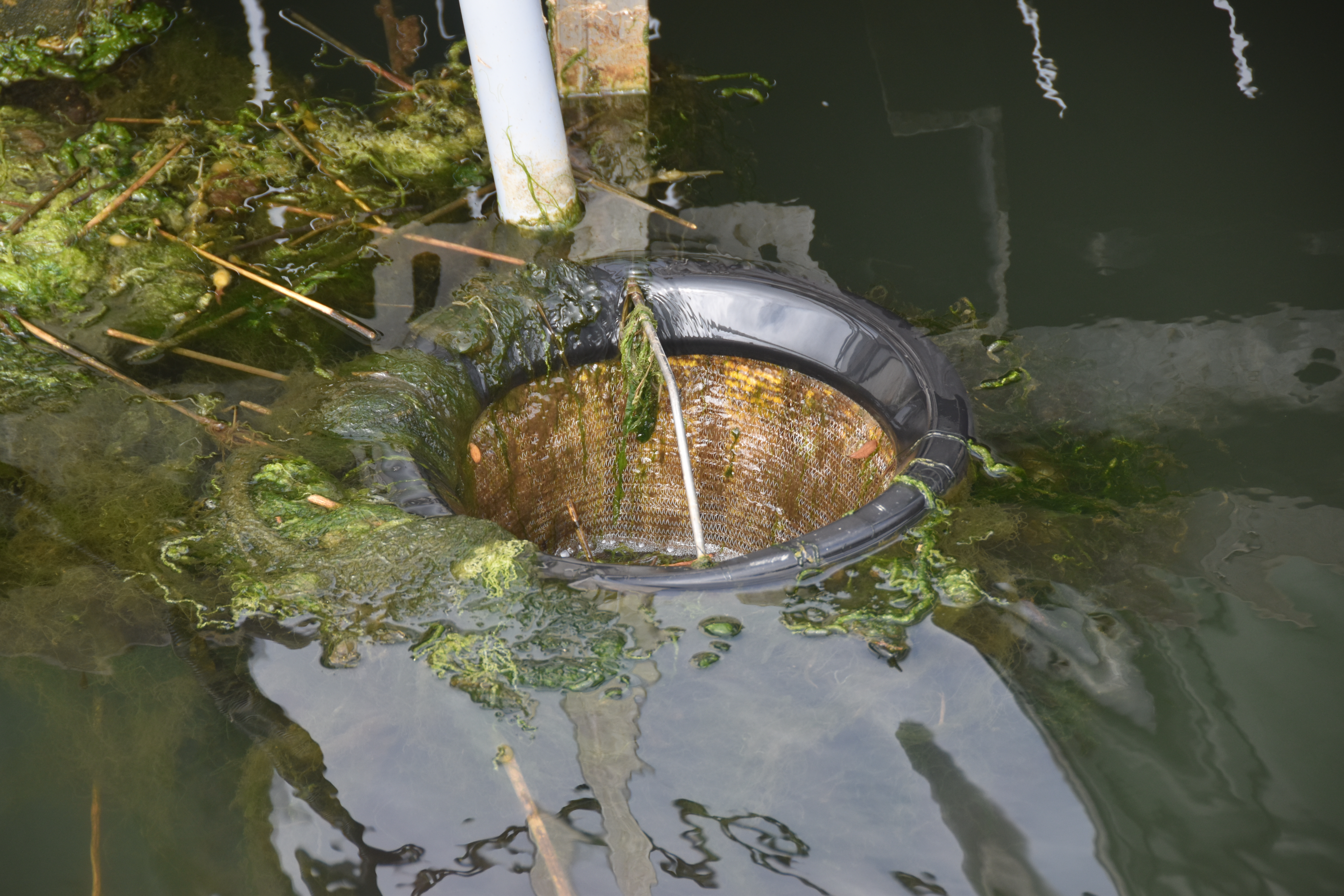
稼働しているSeabin

世界で最も利用されている海洋ゴミ回収装置の一つにSeabin Projectが開発、提供するSeabin（正式名称：SEABIN V5）が挙げられる。本体はバケット形状で稼働時はほぼすべてが水中に沈んでいるが、ごみ取りフィルターは内部のフロートに保持されており、水面の上下動（推奨波高0.3メートル以下）に追従できる。本体底部の電動ポンプで水を吸い込んでごみを捕える（動画あり）。
これは構造も簡単なことから世界各地で生産され設置されている。これにより船舶から流出油や直径2ミリメートル以上のマイクロプラスチックの回収ができる。ただし、非常にまれなケースであるが、装置に魚が入り込んでしまうことがある。2017年に製造・販売が開始され、2022年現在で全世界39ヵ国、860台以上のSeabin が稼働している。日本を含まない13か国を対象にした555日間の調査によると、一日一台あたり平均3.9キログラム、年間1.4トンものごみを回収したというデータがある。設置場所は電源（110/220 V）が取れる港（漁港含む）やマリーナなどに限られ、初期投資も必要だが、消費電力は500 W/基（2021年時点で1日1豪ドル=約80円）と低コストで運用できる。なお、Seabinの名称はSea=海の bin=ごみ箱に由来する。
設置例は日本各地でも見られる。主な設置箇所は以下の通り。
- 千葉県館山市船形漁港（2018/12/18 - 12/20）[22]
- 横浜ベイサイドマリーナ（2019 3/7 - 3/29）[22]
- 神奈川県藤沢市湘南港（ワールドカップ/セーリング会場。2019 -）[24]
- 東京夢の島マリーナ（2020 -）[22]
- 江の島ヨットハーバー（東京オリンピック/セーリング競技会場。2020~[23]
- 横浜・八景島シーパラダイス(2021~)[25]

漂着ゴミ
浜辺のゴミ拾いをビーチコーミングと呼ぶ。以下の物も取れたり、アートにすることもあることから実益ともなっている。
- シーグラス
- 琥珀 - バルト海沿岸では琥珀が波に乗って漂着する。軍事訓練で使用された発光弾のリンが琥珀に似ていることから稀に火傷の事故が起きる。
- 龍涎香（アンバーグリス）

## 日本近海での被害

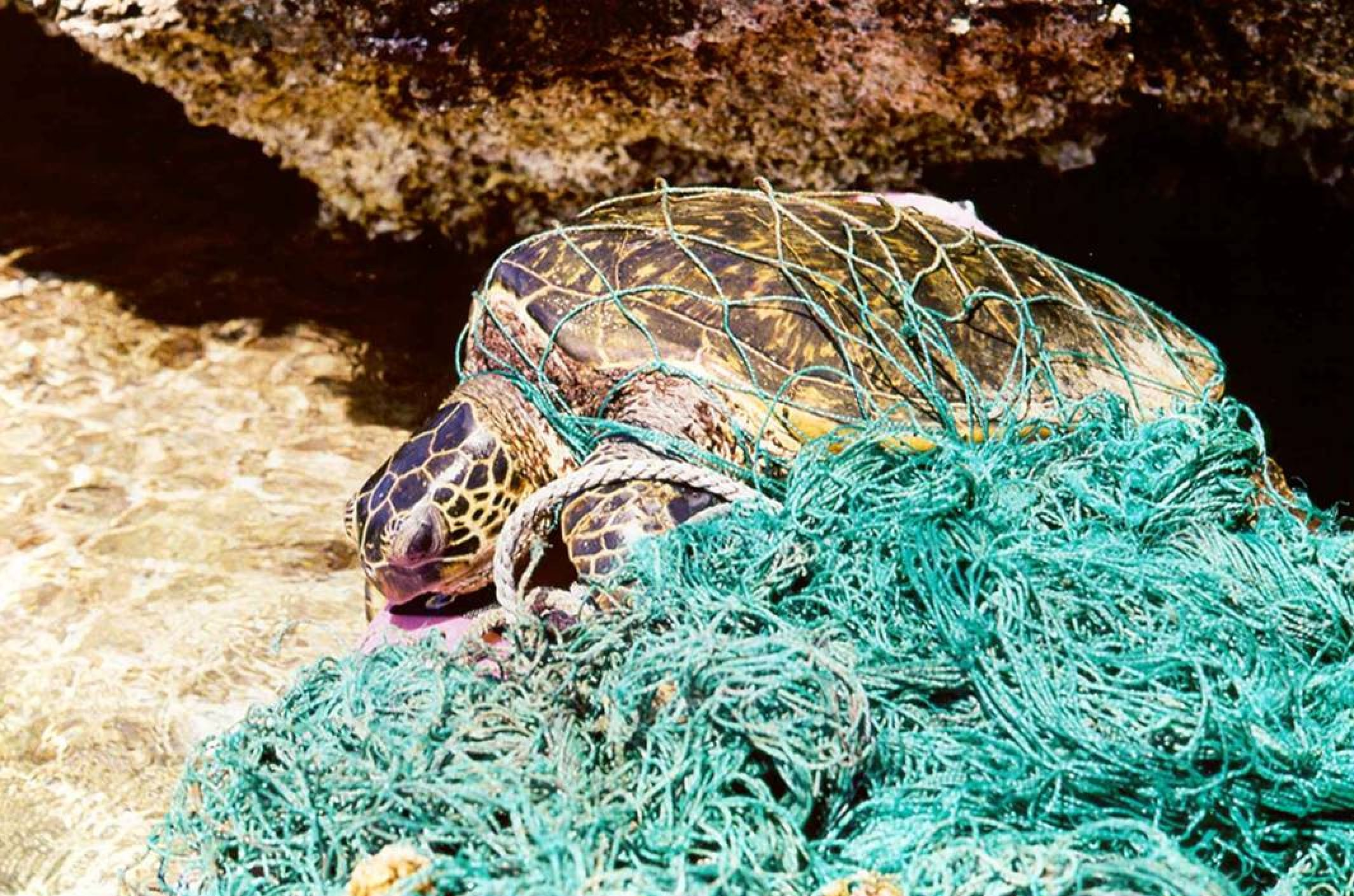
不法投棄された漁網に絡まってしまったウミガメ

日本海沿岸や東シナ海沿岸では、中国語や朝鮮語（ハングル）、ロシア語（キリル文字）で商品名等が標記された東アジア諸国などから排出されたと推察される、ごみの漂着がある。特に離島はどこも、おびただしい量のごみが漂着しており、その被害は深刻化している。
その一方、日本で不法投棄されるなどして流出したものと見られるゴミが、海流に乗ってハワイ諸島やミッドウェーなどの太平洋諸島や北アメリカ大陸西海岸などに流れ着き、アホウドリなどの野生動物を殺傷する一因になっていることも以前より問題になっている。
海底にあり回収できない漁具にイセエビが絡まるなど、漁業への被害もある。
プラスチック類は消化できず、生分解しないため、海洋生物が漂流ごみを誤食してしまう（こういった不法投棄には、毒物や有害物質が多分に含まれているので危険）ことや、海底に沈んだゴミが分解されずに残ってしまうことで深刻な問題を引き起こしている。日本、韓国、中華人民共和国のゴミは、黒潮に乗りハワイ沖や北アメリカ大陸西海岸に到達して南下。反転して西に転じ、再び黒潮に入る。冬には一部が南下し、石垣島、宮古島に大量のゴミを運ぶ。
「ポイ捨て」などと気軽に呼ばれることも多いが、その実態は不法投棄に端を発するものであり、いずれの国においても、重大な社会問題となっている。また、国境を越え得ることから国際問題としても認識される。環境汚染物質の越境汚染は、排出源の特定は可能だがあまり解明されていない。
越境大気汚染と比べ、国際協力や海洋汚染に関する行動は著しく低い。2002年のOECD環境保全成果レビューでは、日本周辺の汚染原因として近隣諸国や沖合いの船舶からの排出物がある可能性を指摘されたが、実際には陸上で捨てられたと思われるごみが多い。しかし国境を越えた汚染物質の運搬量についての評価も行われておらず、さらに詳しい地域毎の調査が必要である。
近年この問題が顕在化したことを受け、日本、韓国、中華人民共和国およびロシア連邦の政府により会合が持たれ、対策が検討され始めるとともに、日本国内から排出されるゴミへの対策についても協議が持たれている。日本国内からのごみ流出抑制への機運も高まりつつある。富山市は、ごみが海洋流出する前に用水路や河川に網場を設けて回収することなどを検討しており、2019年3月27日に日本財団と協力して対策モデル構築を進めることを発表した。
量的にかさばる発泡スチロール等については、リモネンで溶かしたり、原料（石油）に戻したりするなどの試みも行われているが、基本的に海ゴミについては、
1. 塩分・水分・付着物が多い
2. そのため炉を傷める可能性があり、焼却処理にも不向き
3. 汚れが激しく絡まった状態の場合が多い

といった理由により分別・リサイクルは困難とされるものの、再利用の試みも始まっている（「#回収」参照）。
2006年、海岸漂着ごみの個数調査においてうち最も多かったのはタバコの吸殻であり、海岸漂着ゴミの12.8%となっている（陸起源の漂着ごみのみを総計した場合の割合としては27%にのぼる）。次点は元の製品が不明な硬質プラスチック破片となった。
|    | 個数ベース                         |       |  |    | 重量ベース                       |       |
| No | 品目                               | 割合  |  | No | 品目                             | 割合  |
| -- | ---------------------------------- | ----- |  | -- | -------------------------------- | ----- |
| 1  | ボトルのキャップ、ふた             | 17.6% |  | 1  | 木材(物流用パレット、木炭等含む) | 32.9% |
| 2  | プラ製ロープ・ひも                 | 16.6% |  | 2  | プラ製ロープ・ひも               | 19.1% |
| 3  | 木材(物流用パレット、木炭等含む)   | 9.2%  |  | 3  | 硬質プラスチック破片             | 9.0%  |
| 4  | 飲料用ペットボトル（2L未満)        | 6.9%  |  | 4  | プラ製漁網                       | 6.3%  |
| 5  | プラ製漁具（その他）               | 4.2%  |  | 5  | 飲料用ペットボトル（2L未満）     | 4.2%  |
| 6  | プラ製食品容器（カップ等）         | 4.0%  |  | 6  | 発泡スチロール製フロート・ブイ   | 3.9%  |
| 7  | プラ製荷造りバンド・ビニールテープ | 3.7%  |  | 7  | プラ製ブイ                       | 3.5%  |
| 8  | ウレタン                           | 3.5%  |  | 8  | プラ製漁具（アナゴ筒）           | 3.4%  |
| 9  | プラ製食器（カトラリー）           | 3.5%  |  | 9  | 靴（サンダル、靴底含む）         | 1.2%  |
| 10 | プラ製ブイ                         | 3.2%  |  | 10 | ガラス製食品容器                 | 1.2%  |

### 2017年の日本海沿岸ポリタンク漂着
2017年2月から3月にかけて、日本海沿岸に大量の過酸化水素水のポリタンクが漂着した。京都府では、2月23日頃から約200個が、石川県では、3月1日までに893個が漂着している、新潟県でも137個が発見されている。いずれのポリタンクにもハングルの表示があることから、韓国ノリの養殖の際に消毒用に使用された過酸化水素のポリタンク（容器がリサイクルされ塩酸に詰め替えられている可能性が高い）が大量流出したものと考えられている。
過酸化水素表示のあるポリタンクの漂着は、毎年のように見られており、2010年には石川県だけでも1,921個が流れ着いている。環境省の調べでは、日本海沿岸へのポリタンクの漂着状況は、平成24年度に5,547個、平成26年度は14,465個となっている。

### 2017年の漂流木造船漂着
日本海沿岸に到達する、北朝鮮からの漂流小型木造船の数は、2017年には90隻を超える異例の多さとなった。木造船は、再利用できないため地元自治体が廃棄物として多額の費用を投じて処理することとなるため、環境省は、自治体が2017年度に行う処理費用を補助金や地方交付税を充当して軽減する措置を行っている。